# بخش جهالوار
بخش جهالوار (به انگلیسی: Jhalawar district) یک منطقهٔ مسکونی در هند است که در Kota division واقع شده‌است. بخش جهالوار ۶٬۹۲۸ کیلومتر مربع مساحت و ۱٬۴۱۱٬۱۲۹ نفر جمعیت دارد.